# Terto
Tertuliano Severiano dos Santos, mais conhecido como Terto (Recife, 29 de dezembro de 1946 — São Paulo, 9 de abril de 2024), foi um futebolista brasileiro que atuou como atacante. Foi autor do primeiro gol do São Paulo em Campeonatos Brasileiros, contra o Santos, em 14 de agosto de 1971.

## Carreira

### Santa Cruz
Iniciou sua carreira futebolista jogando pelo Santa Cruz, em 1965, época em que o futebol de Pernambuco era plenamente dominado pelo Náutico, que foi hexacampeão estadual.
Era um jogador valente, pois possuía pouca habilidade técnica, mas tinha grande vigor físico, que permitia a ele correr o campo todo e atuar em várias posições no meio de campo e ataque. Após grandes atuações pelo Santa Cruz, chamou a atenção do São Paulo, que o contratou.

### São Paulo
No São Paulo, estreou em 11 de fevereiro de 1968, na vitória por 3–1 sobre o XV de Piracicaba, quando entrou no lugar do até então titular Ismael. Logo em sua segunda partida, fez o gol da vitória por 1–0 sobre o Juventus, aos quarenta minutos do segundo tempo, o que o levou à titularidade na equipe.
Terto atuou pelo clube durante dez anos e foi um dos destaques do ataque do São Paulo, que tinha ele, Pedro Rocha, Toninho Guerreiro e Paraná. Em entrevista a um canal esportivo de televisão, Rocha chegou a dizer: "Era fantástico aquele ataque pela diferença de atitudes. Terto era um jogador raçudo que sempre procurava a vitória. Quando eu jogava pela meia esquerda, sempre colocava a bola em seu pé. Daí, o zagueiro vinha por trás, trombava com ele e rebatia. Um belo dia, ele encostou em mim e disse: 'Olha, gringo, não me dê mais a bola no pé. Você joga em cima do zagueiro, que eu atropelo e vou para o gol'."
Após atuar por dez anos no time do Morumbi, jogou ainda pelo Botafogo de Ribeirão Preto, pelo Ferroviário do Ceará, pelo Fortaleza e pelo Catanduvense, onde encerrou sua carreira profissional em 1982.
Tinha uma escolinha de futebol no bairro de Jardim Umarizal, zona sul de São Paulo. Paralelamente, segundo o jornalista Fábio Pizzato, era funcionário do tricolor desde a década de 1980, atuando na função de professor de futebol dos sócios do clube.

## Morte
Terto morreu em 9 de abril de 2024 aos 77 anos, sua morte foi lamentada pelo São Paulo Futebol Clube nas redes sociais, a causa da morte não foi informada.

## Títulos
Santa Cruz
- Torneio Hexagonal do Norte-Nordeste de 1967

São Paulo
- Torneio Rio-São Paulo de 1975
- Campeonato Paulista: 1970, 1971[6] e 1975
- Troféu Colombino Huelva (Colômbia) de 1969
- II Copa São Paulo - Taça Governador Laudo Natel (São Paulo) de 1976
- Torneio Triangular de Maringá (Paraná) de 1976
- Torneio Nunes Freire (Maranhão) de 1976
- Torneio Triangular Piracicabano de 1976

Ferroviário-CE
- Campeonato Cearense: 1979

### Artilharia
- Copa Libertadores da América: 1974 - 7 gols (São Paulo)